# Богоутдинов, Алаутдин Махмудович
Алаутдин Махмудович Богоутдинов (тадж. Алоуддин Маҳмудович Баҳоуддинов, 5 декабря 1911, Самарканд, Самаркандская область, Российская империя — 23 февраля 1970, Душанбе, Таджикская ССР) — советский историк философии, основоположник современной философской школы в Таджикистане, выдающийся исследователь истории таджикской философии, доктор философских наук (1951), профессор (1952). Академик  АН Таджикской ССР (1953). Награждён орденами Ленина, Трудового Красного Знамени, «Знак Почёта», медалью «За доблестный труд в Великой Отечественной войне 1941—1945 гг.». Заслуженный деятель науки Таджикской ССР (1961). Лауреат Государственной премии имени Абуали ибн Сино (1967). Его считают одним из ведущих специалистов Советского Союза, работавших в области домарксистской философии вообще, и средневековой восточной философии в частности.

## Биография

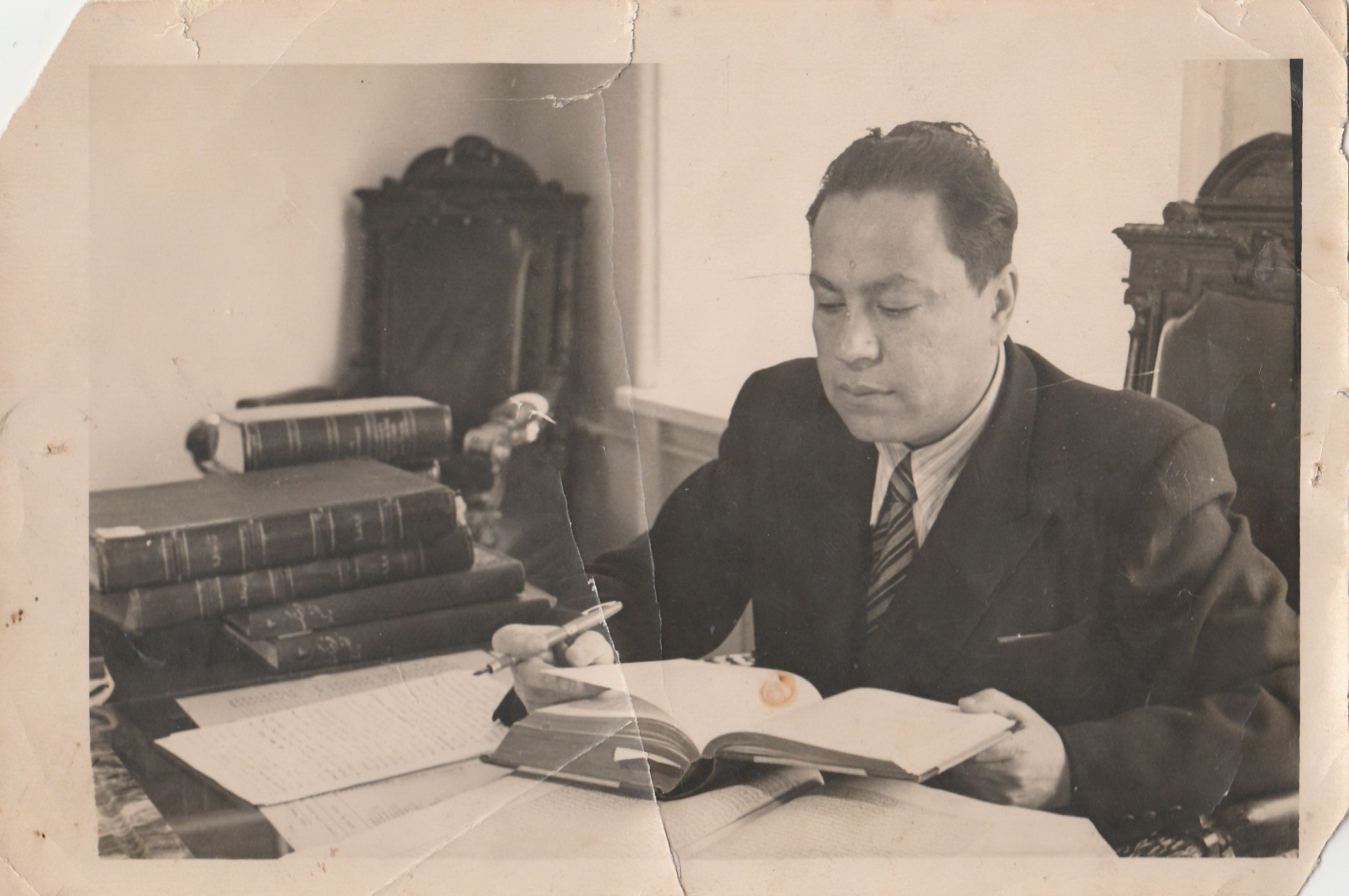
Алаутдин Махмудович Богоутдинов в 1963 году

В 1931 году окончил Узбекскую государственную педагогическую академию в Самарканде.
В 1946—1948 гг. — старший научный сотрудник Института истории, языка и литературы Таджикского филиала Академии наук СССР (ныне — Институт языка и литературы имени Абуабдулло Рудаки).
В 1951 году получил степень доктора философских наук. С 1951 года член-корреспондент, с 1953 года — академик АН Таджикской ССР. Основное направление научной деятельности: история философии. В 1951—1959 гг. — заведующий Отделом философии АН Таджикской ССР, созданного в 1951 году.
С 1952 года — профессор. В 1955—1962 гг. — заведующий кафедрой философии Таджикского государственного университета им. В. И. Ленина.
В 1962—1970 гг. — директор Института истории партии при ЦК КП Таджикистана.
Умер 23 февраля 1970 года в Душанбе, похоронен на Центральном кладбище.

## Публикации
- Богоутдинов, А. М. Из истории общественной мысли таджикского народа // Вопросы философии. — 1951. — № 3.
- Богоутдинов, А. М. Очерки по истории таджикской философии. — Душанбе: Таджикгосиздат, 1961. — 332 с.
- Богоутдинов, А. М. Избранные произведения / Вступит. статья Г. А. Ашурова, М. Диноршоева. — Душанбе: Дониш, 1980. — 418 с.